# エクトル・スカローネ
エクトル・スカローネ（Hector Scarone, 1898年11月26日 - 1967年4月4日）は、ウルグアイ・モンテビデオ出身の同国代表サッカー選手。ポジションはフォワード（インサイドライト）。

## 経歴
1898年にモンテビデオで生まれ、1917年からナシオナル・モンテビデオに所属。入団してから1年目にして、主力として活躍し、その年のプリメーラ・ディビシオンでのリーグ優勝を経験した。その後も他チームへ移籍するまで、5度の優勝を果たしている。1926年にFCバルセロナへ移籍するも、本人の希望により帰国し、再度ナシオナル・モンテビデオへ移籍する。次に所属した際は優勝はなかったが、活躍が認められASアンブロシアーナ＝インテルへ移籍。1932年にはパレルモへ移籍するも、1934年のシーズン途中で古巣のナシオナル・モンデビデオに移籍し、1年目に自身8度目となる、クラブへの優勝をもたらした。既に36歳になってはいたが、衰える事もなく、41歳までナシオナル・モンテビデオでプレーし最後の年でもゴールを記録した。
代表では1917年からウルグアイ代表に招集され、1924年のパリ五輪と1928年のアムステルダム五輪では主力として活躍し、金メダルを獲得。そして、コパ・アメリカでも3度の優勝に貢献している。1930年の初代大会のFIFAワールドカップでも主力として活躍し優勝をもたらしている。
現役時代の得点数は、代表では52試合出場31得点、所属クラブでの成績は369試合出場301得点と特筆した成績を残し、初期のウルグアイのサッカー界に多大な貢献をした。1939年に引退後は、1950年からレアル・マドリードの監督を2シーズン務め、1シーズン目には9位、2シーズン目には3位と言う結果だが、ウルグアイ代表監督も経験している。代表での31得点は、21世紀に入ってディエゴ・フォルランに更新されるまで80年以上にわたり、ウルグアイ代表の最多得点記録となっていた。

## タイトル

### クラブ
ナシオナル・モンテビデオ
- プリメーラ・ディビシオン : 1916, 1917, 1919,1920, 1922, 1923, 1924, 1934

### 代表
ウルグアイ代表
- 南米選手権 : 1917, 1923, 1924, 1926
- オリンピックサッカー金メダル : 1924, 1928
- FIFAワールドカップ : 1930

### 個人
- 20世紀世界最優秀選手40位 : 国際サッカー歴史統計連盟 1999